# Hubert Humphrey
Hubert Horatio Humphrey, znany też zdrobniale jako HHH (ur. 27 maja 1911 w Wallace, Dakota Południowa, zm. 13 stycznia 1978 w Waverly, Minnesota) – amerykański polityk, działacz Partii Demokratycznej, 38. Wiceprezydent Stanów Zjednoczonych (1965–1969).

## Życiorys
Studiował farmację w Capitol College of Pharmacy w Denver, jeszcze przed wojną został farmaceutą w Humphrey Drug Co. w Huron. Potem pracował jako wykładowca nauk politycznych i zaangażował się w politykę, jako zwolennik gospodarczego Nowego Ładu, pełniąc szereg funkcji federalnych w stanie Minnesota. Był także aktywistą demokratycznym. W 1945 został burmistrzem Minneapolis, uzyskując reelekcję w 1947 r.
Trwałą spuścizną działalności politycznej Humphreya przed wyborem na senatora było doprowadzenie do zjednoczenia lokalnej partii demokratycznej w Minnesocie oraz Partii Farmersko-Robotniczej w Minnesota Democratic-Farmer-Labour Party, która jest częścią ogólnokrajowej Partii Demokratycznej i przyczyniła się do jej dominacji w tym stanie.
W 1948 został pierwszym demokratą z Minnesoty od wielu lat wybranym do Senatu, gdzie zyskał rozgłos jako energiczny obrońca praw obywatelskich.
Zawsze uchodził za przedstawiciela liberalnego skrzydła partii. Po raz pierwszy zdobył ogólnokrajowy rozgłos jeszcze jako burmistrz Minneapolis i kandydat do Senatu w 1948, kiedy wygłosił przemówienie na konwencji Partii Demokratycznej w Filadelfii, w którym ostro zaatakował segregację rasową i ograniczenia praw obywatelskich ludności kolorowej na południu kraju oraz postulował podjęcie energicznej interwencji władz federalnych w tym zakresie. Stało się to oficjalnym pretekstem zorganizowania przez część konserwatywnych i rasistowskich demokratów z południa partii tzw. Demokratów Praw Stanowych (Dixiecrat), która wystawiła gubernatora Karoliny Południowej Stroma Thurmonda. Mimo tego urzędujący prezydent, demokrata Harry Truman wygrał wybory, zaś Humphrey uzyskał mocną pozycję polityczną.
W 1954 został ponownie wybrany do Senatu, a w 1960 startował w walce o nominację demokratów w wyborach prezydenckich, jednak przegrał w prawyborach z Kennedym. Po kolejnej reelekcji do Senatu w tym samym roku został zastępcą przewodniczącego senackiej większości. W czasie swej pierwszej kadencji (1949–1964) uchodził nie tylko za jednego z czołowych przywódców lewego skrzydła demokratów, ale i bliskiego sojusznika ówczesnego wpływowego lidera większości, a następnie wiceprezydenta i prezydenta Lyndona Johnsona z Teksasu.
W 1964 r. Johnson zaproponował Humphreyowi start w wyborach prezydenckich. Bliska współpraca między nimi trwała dalej. Humphrey popierał i brał aktywny udział w reformach prezydenckiego programu Wielkiego Społeczeństwa. Po rezygnacji Johnsona ze startu w wyborach 1968, Humphrey został z jego poparciem kandydatem na stanowisko prezydenta; mimo spadku popularności i pewnego osłabienia Johnson dalej uchodził za lidera trzymającego żelazną ręką aparat partyjny. Inny liczący się kandydat Partii Demokratycznej, senator Robert F. Kennedy, został zamordowany 5 sierpnia 1968 r. po wygraniu prawyborów partyjnych w Kalifornii (zwycięstwo to uczyniło go faworytem do nominacji). Po jego śmierci Humphrey ostatecznie pokonał w prawyborach jedynego liczącego się kontrkandydata, którym był przywódca opozycji antywojennej, senator z Minnesoty, Eugene McCarthy. Po ostrej krytyce za współudział w eskalacji wojny wietnamskiej za prezydentury Johnsona Humphrey przegrał minimalnie wybory z Richardem Nixonem. Jego partnerem na liście, jako kandydat na wiceprezydenta, był senator z Maine i przyszły sekretarz stanu Edmund Muskie.
Początkowo nie planował powrotu do polityki po przegranych wyborach i opuszczeniu stanowiska wiceprezydenta, ale kiedy McCarthy odmówił kandydowania na kolejną kadencję w 1970, Humphrey bez większego trudu uzyskał nominację i równie łatwo wygrał wybory. Ponownie wybrano go w 1976.
Ubiegał się ponownie o nominację prezydencką w 1972, ale przegrał z senatorem George’em McGovernem, który z kolei został pobity ogromną przewagą przez Nixona.
Humphrey był początkowo, wobec porażki McGoverna oraz początkowego braku innego silnego pretendenta, uznawany za naturalnego i czołowego kandydata na prezydenta w 1976. Popierała go duża część aparatu. Jednak nie włączył się początkowo do walki, a po serii zwycięstw byłego gubernatora Georgii Jimmy’ego Cartera zrezygnował, choć formalnie nie zgłosił wcale kandydatury, i poparł go.
W 1977, po odejściu na emeryturę wieloletniego lidera większości demokratycznej Mike’a Mansfielda z Montany Humphrey ubiegał się o stanowisko przywódcy większości, ale przegrał z ówczesnym zastępcą lidera, Robertem Byrdem. Mianowano go jednak na stanowisko zastępcy przewodniczącego pro tempore.
Już w czasie swej ostatniej, nieformalnej, kampanii prezydenckiej w 1976 Humphrey był poważnie chory na raka. Zmarł w styczniu 1978 (po publicznym przyznaniu się do choroby). Jego następczynią gubernator mianował wdowę, Muriel Humphrey.
Humphrey jest uważany za jednego z najbardziej znaczących i najwybitniejszych polityków amerykańskich w XX wieku. Do jego spuścizny zalicza się wielki wkład, jaki wniósł w przeprowadzenie ważnych reform społecznych (prawa obywatelskie, „Wielkie Społeczeństwo”), a także wpływ na samą partię i jej postępowe skrzydło.